# Solidarny Quebec
Solidarny Quebec (Québec solidaire) – partia polityczna w prowincji Quebec, która zdobyła w wyborach powszechnych w 2012 roku 263 111 głosów (6%), uzyskała 2 na 125 mandatów w Zgromadzeniu Narodowym Quebecu i jest obecnie jedną z czterech partii politycznych reprezentowanych w Zgromadzeniu.
Partia powstała w 2006 roku, a w wyborach w 2008 roku zdobyła jeden mandat deputowanego. Jest to partia o orientacji lewicowej, deklarująca założenia programowe pro-ekologiczne, demokratyczne, feministyczne, alterglobalistyczne, pluralistyczne i suwerennościowe. Partia ta popiera ideę przeprowadzenia referendum w sprawie przyszłej suwerenności Quebecu.